# Jataka-bogen
Jataka er fortællinger om Buddhas tidligere tilværelser, hvoraf der findes forskellige samlinger på pali (hos de sydlige buddhister) og sanskrit (hos de nordlige). Hver jataka er overordnet set i prosaform med enkelte indskudte vers, men undertiden mest på vers. Versenes sprogform er gammeldags, og stilen er jævn og naturlig. Undersøgelser har vist, at teksten stammer fra omkring det 4. århundrede f.Kr. Den er oprindeligt affattet på pali og mundtligt overleveret. Dernæst er den bragt til Sri Lanka af øens apostel, Mahinda (ca. 250 f.Kr.), her oversat til singhalesisk undtagen versene, og atter oversat til pali, måske af Buddhaghosha i 5. århundrede e.Kr.

## Jatakas betydning
Det er åbenbart en særlig, buddhistisk tanke, at alle disse historier er knyttet til Gautamas tidligere tilværelser, og det samme gælder den homiletiske brug, buddhismen gør af dem til at indskærpe moralske og religiøse sandheder. Men selve historierne har uden tvivl eksisteret i folket i forvejen. De er dels eksempler på menneskelig kløgt eller dårskab o.l., dels dyrefabler, og dels eventyr. Ikke så få fortællinger eller motiver genfindes såvel i andre indiske samlinger som i Europa og andre steder. De er af den allerstørste betydning både for den sammenlignende folklore og på grund af de mangfoldige oplysninger, de giver om livet i fortidens Indien.
Der findes fremstillet jataka’er i relief på gamle, buddhistiske mindesmærker (jf. Indisk kunst).

## Oversættelser til europæiske sprog

### Oversættelser fra pali
Langt den vigtigste er den pali-samling, der blev udgivet af danskeren Viggo Fausbøll: The Jataka together with its commentary, being tales of the anterior births of Gotama Buddha (7 bind, London 1875—97; 7. bind indeholder registret, udarbejdet af Dines Andersen). Den første del blev oversat til engelsk af Rhys Davids (1880). En fuldstændig, engelsk oversættelse er udgivet under ledelse af professor E.B. Cowell under titlen: The Jataka translated from the Pali by various hands (Cambridge 1895—1907, med indeks 1913). En tysk oversættelse foreligger af J. Dutoit (Leipzig 1907 ff.) og et righoldigt udvalg på svensk i K.F. Johansson: Indiska sagor (Stockholm 1907). Denne samling indeholder 547 fortællinger, hvoraf nogle dog i virkeligheden er dubletter. I sin nuværende skikkelse indføjer den hver jataka i en ramme, som angiver, ved hvilken lejlighed og i hvilken anledning Buddha fortalte den, og hvem de omtalte væsener var blevet genfødt som på Gautamas tid, og samlingen forsyner jataka'en med en (mest sproglig) kommentar.

### Oversættelser fra sanskrit
Blandt sanskrit-samlingerne er den vigtigste: The jataka-mala or garland of birth-stories by Arya Çura, oversat fra sanskrit af Jataka S. Speijer, London 1895 i Sacred books of the buddhists. Sanskrit-teksten er udgivet af Kern i Harvard Oriental Series, 1891. Den indeholder kun 34 fortællinger, men er skrevet i et blomstrende og smukt sprog, hvor vers er blandet med prosa. Den er på en måde en prædikensamling, da hver af fortællingerne har det formål at illustrere en eller anden sandhed.